# Le Grand-Bornand
Le Grand-Bornand  é uma comuna da França, situado no departamento de Alta Saboia, na região do Auvérnia-Ródano-Alpes.

## Tour de France

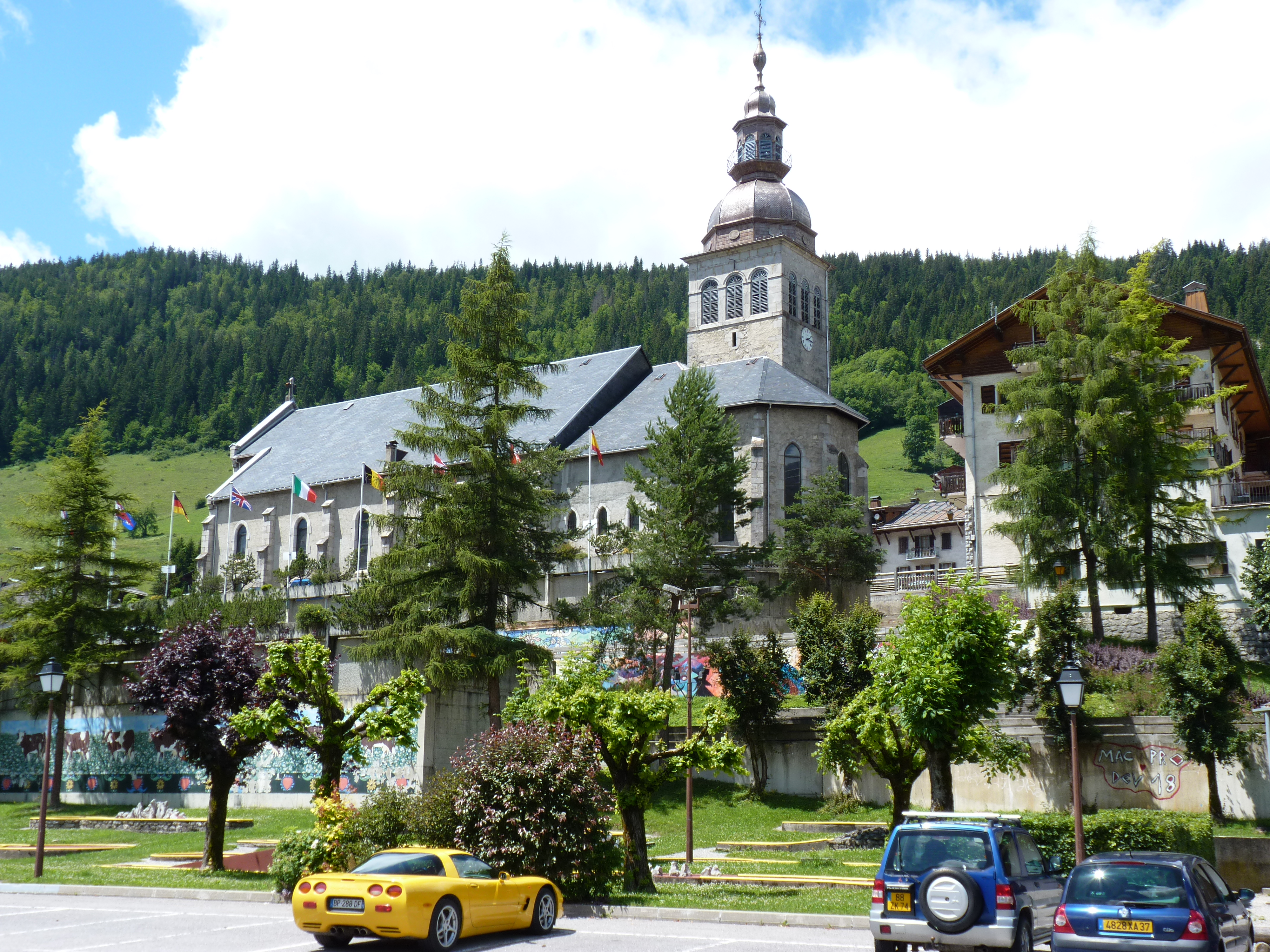
Igreja Notre-Dame de l'Assomption.

### Chegadas
- 2009 :  Fränk Schleck